# Абдулліна Райля Нігаметзянівна
Абду́лліна Райля́ Нігаметзя́нівна (*19 лютого 1930, село Аргаяш — †27 лютого 2002, місто Уфа) — башкирський науковець, фармаколог, доктор медичних наук (1976), професор (1978), Заслужений діяч науки Башкирії (1989).
Райля Нігаметзянівна народилась 19 лютого 1930 року у селі Аргаяш Аргаяського кантону Башкирської АРСР (нині смт Аргаяш Аргаяського району Челябінської області). 1952 року закінчила Башкирський медичний інститут, в 1978-1993 роках була завідувачкою кафедри фармакології у рідному вузі. Зробила значний внесок в організацію фармацевтичного факультету цього інституту.
Основні наукові праці присвячені вивченню механізму дії гіпотензивних засобів на серцево-судинну систему, особливостей комбінованої лікарської дії на артеріальний тиск, судинний тонус і регіональний кровообіг, лікарських властивостей оману, звіробою продірявленого, пошуку нових біологічно активних речовин спазмолітичної та бронхолітичної дій. Автор понад 100 наукових робіт та 5 винаходів.
Твори:
- Лекарственные растения Башкирии. Уфа, 1967 (у співавторстві)
- Ферменты и антиферменты. Уфа, 1989
- Гипотензивные средства. Уфа, 1991
- Фармакологическая регуляция кининовой системы организма. Уфа, 1994